# Hypoderma ilicinum
Hypoderma ilicinum är en svampart som beskrevs av De Not. 1847. Hypoderma ilicinum ingår i släktet Hypoderma och familjen Rhytismataceae.   Inga underarter finns listade i Catalogue of Life.